# كريس كيني (صحفي)
كريس كيني (بالإنجليزية: Chris Kenny)‏ هو صحفي أسترالي، ولد في 1962 في أديلايد في أستراليا.

## وصلات خارجية
- كريس كيني على موقع IMDb (الإنجليزية)